# Joseph Rudolph Schuegraf
Joseph Rudolph Schuegraf (* 8. Februar 1790 in Cham (Oberpfalz); † 28. Oktober 1861 in Regensburg) war als Mundartforscher und regional tätiger Historiker sein halbes Leben in Regensburg tätig. Seinem Engagement hat man die Rettung vieler historischer Akten zu verdanken.

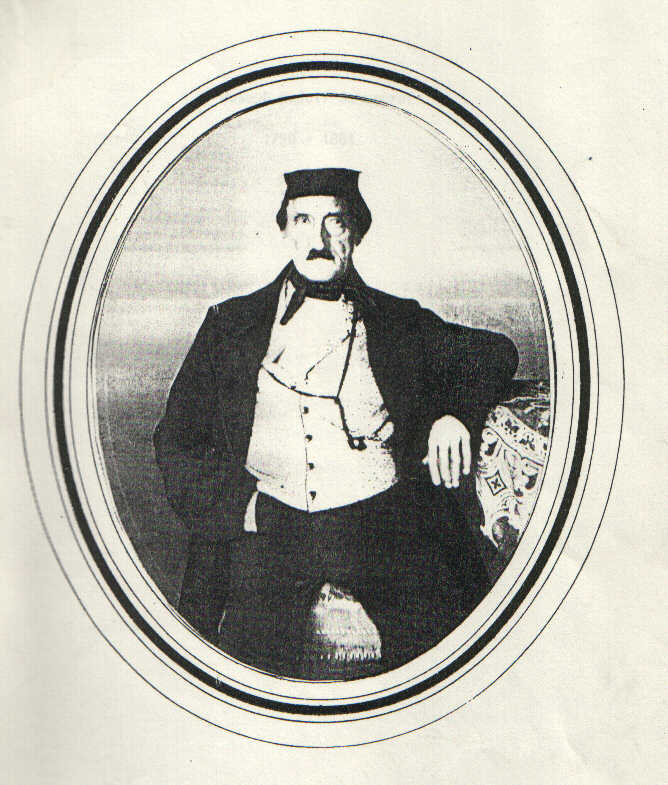
Josef Rudolph Schuegraf (1790–1861)

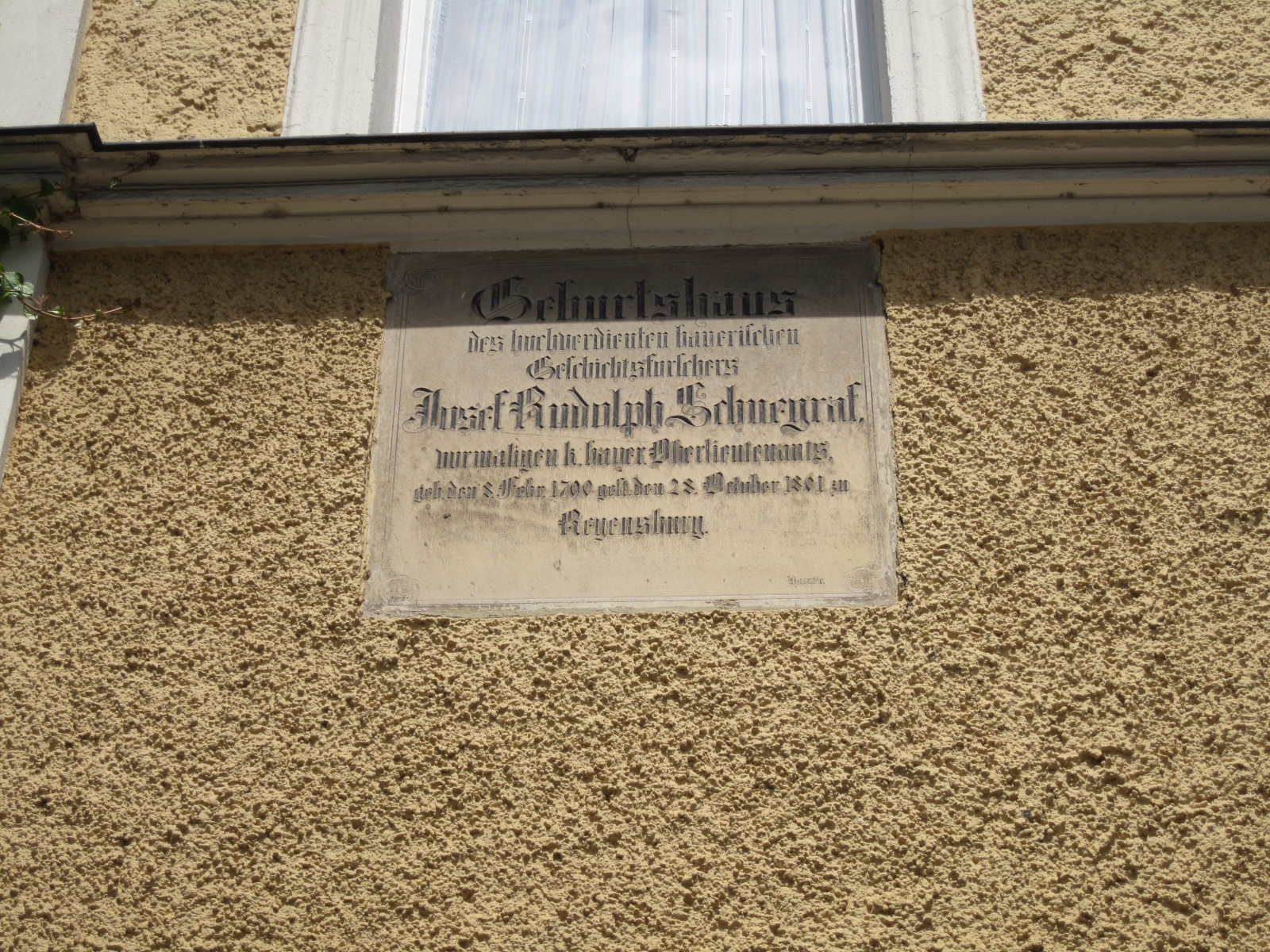
Cham, Schuegrafstr. 12: Gedenktafel

## Leben
In Prüfening vor den Toren von Regensburg besuchte Schuegraf die Klosterschule der Benediktiner und war 1804 Student am Jesuitengymnasium St. Paul im Mittelmünster in Regensburg. Danach besuchte er in Amberg das Humanistische Gymnasium, schloss aber aus gesundheitlichen Gründen und wegen der wirtschaftlichen Lage seines Vaters, eines Zollbeamten, den Besuch nicht ab.
Ab 1808 war Schuegraf als Amts- und Steuerschreiber tätig. Im Jahr 1813 trat er als Freiwilliger in die bayerische Armee  ein und war bis 1814 als Leutnant bei den bayerischen Truppen im Unterinntal in Tirol eingesetzt. Als 1823 die bayerische Armee verkleinert wurde, ließ sich Schuegraf als Oberleutnant pensionieren. Seine knappe Pension von 24 Gulden wurde wegen einer erworbenen Invalidität um 4 Gulden erhöht. Versuche, eine seinen Fähigkeiten entsprechende Anstellung bei Archiven in München zu erhalten, scheiterten. Es folgte eine wissenschaftliche Gelehrtentätigkeit in Eschlkam, Cham und Bärnau. Seine historische Schriftstellerei befasste sich insbesondere mit den Ortsgeschichten der Dörfer des bayerischen Waldes sowie der Oberpfalz.
Nach 35 Jahren Wirken in Regensburg starb Schuegraf im Oktober 1861 und wurde auf dem katholischen Petersfriedhof in der Nähe des heutigen Peterskirchleins bestattet. Weil Schuegraf ohne Vermögen war, ließ ihm der Historische Verein für Oberpfalz und Regensburg ein einfaches Grabmal setzen. An seinem Wohn- und Sterbehaus (ehemaliger Hunnenplatz Nr. 7) wurde eine Gedenktafel angebracht. Das Haus wurde 1964 abgerissen. Zu Ehren des bedeutenden Geschichts- und Heimatforschers wurde eine Straße im Ortsteil Kumpfmühl nach ihm benannt. In Cham (Oberpfalz) ist die Schuegrafstraße nach ihm benannt.

## Wirken in Regensburg
Ab 1827 nahm Schuegraf seinen ständigen Wohnsitz in Regensburg und widmete sich fortan mit Hingabe und Leidenschaft der Geschichte dieser Stadt und der Orte in ihrer Umgebung. So schrieb er 1835 zwei bedeutende Marktchroniken über Wörth an der Donau.
Joseph Rudolph Schuegraf hat als Mundartforscher und Sprachgelehrter, als Historiker, Entdecker und Bewahrer bedeutender Geschichtsquellen wesentlich zur Intensivierung der regionalen Geschichtsschreibung von Regensburg beigetragen. Seine Erkenntnisse gewann er fast nur aus zeitgenössischen originalen Textquellen. Er selbst verfasste 190 im Druck erschienene geschichtliche Abhandlungen und lieferte 180 Manuskripte, die in historischen Zeitschriften, in Tageszeitungen oder als Bücher und Hefte erschienen. Seine bedeutendste Leistungen waren das Werk „Geschichte des Doms von Regensburg“, das 1848 erschien, und das Werk „Die Umgebungen der königlich, bayerischen Kreishauptstadt Regensburg“, in dem die Vororte der Stadt und deren Vergangenheit mit romantisch-schwärmerischen Worten beschrieben werden.  Als Repräsentant der historisch-romantischen Bewegung war er auch einer der Initiatoren zur Vollendung der Regensburger Domtürme.
Schuegraf begann mit der Sammlung von ausgemusterten Aktenresten des ehemaligen reichsstädtischen Archivs, des fürstprimatische Archivs und des bischöflichen Archivs und der Archive der Stifte St. Emmeram, Ober-, Mittel- und Niedermünster. Die Hauptquellen seiner umfangreichen Erwerbungen von Archivalien waren die großen Makulatur-Versteigerungen in den Jahren 1850/1. Manche Archivalien musste er nachträglich von Privatiers aufkaufen, die diese Stücke erworben hatten, weil sich Schuegraf während der Zeit der Versteigerungen um seine todkranke Ehefrau kümmern musste. Eines dieser besonders wertvollen Aktenstücke war eine Dombaurechnung von 1459. Einen Großteil der erworbenen Akten verkaufte Schuegraf wieder, nachdem er sie ausgewertet hatte.
Ab 1847/8 war Schuegraf als Sekretär des Historischen Vereins für Oberpfalz und Regensburg tätig. Seine zahlreichen Veröffentlichungen erschienen in den Verhandlungen des Historischen Vereins, in Zeitschriften anderer historischer Vereine, in Lokalzeitungen oder als Sonderveröffentlichungen. Mit Hilfe des Historischen Vereins in Regensburg konnte Schuegraf auch seine umfangreiche „Geschichte des Doms zu Regensburg und der dazugehörigen Gebäude“ publizieren. Eine solche Publikation war 10 Jahre zuvor dem königlich bayerischen Beamten und nebenberuflich als Historiker tätigen Aloys Resch, der ebenfalls eine Monografie zum Regensburger Dom erstellt hatte, nicht gelungen. Die Anregungen von Schuegraf, die vom Historischen Verein und von König Ludwig I. – auch nachdem er abgedankt hatte – weiterhin unterstützt wurden, gaben den Anstoß zur Vollendung des Regensburger Doms mit den Domtürmen.
1849 war es Schuegraf, der im Regensburger Conversationsblatt unter dem Deckmantel der Anonymität – er befürchtete die Kürzung seiner Pension – den staatlichen Umgang mit Zeugnissen der Geschichte in Regensburg beklagte. Als Beispiel und veröffentlichte er einen als bescheidenen Wunsch bezeichneten Apell:  Das zerstörte Brückenmännlein, das als Kennzeichen der Steinernen Brücke früher auf der Mitte der Brücke auch ein Kennzeichen für die Stadt Regensburg geworden sei, sollte wieder errichtet werden und nicht in einer Rumpelkammer verbleiben. Schuegraf verurteilte scharf die damalige staatliche Praxis, Dokumente der Geschichte nach München zu schaffen, wo sie wie Kraut und Rüben beieinander liegen und niemand wisse, wo sie gestanden hätten. Nur der Fundort der Denkmäler gebe Auskunft zum Denkmal und sei belehrend.

## Veröffentlichungen
Schuegraf hat ein umfangreiches Werk hinterlassen, das zu großen Teilen in Form von Zeitschriftenbeiträgen erschienen ist. Überwiegend hat Schuegraf in den Verhandlungen des Historischen Vereins für Oberpfalz und Regensburg publiziert, so dass sich aus diesem Organ ein wesentlicher Teil der Arbeiten Schuegrafs erschließt:
- Verhandlungen des Historischen Vereins für Oberpfalz und Regensburg (Inhalt der Bände)

Darin: Joseph Rudolph Schuegraf, Geschichte des Domes von Regensburg und der dazu gehörigen Gebäude. 2 Teile, Teil 1 in: VHVO Bd. 11(1847) S. 1–266, Teil 2 in: VHVO Bd. 12 (1848) S. 1–311.
Hinzu kommen als weitere eigenständig publizierte Titel u. a.:
- Stauf und Walhalla. Ein geschichtlicher Versuch aus Urkunden und amtlichen Quellen, Regensburg 1834
- 1835: Zwei Markt-Chroniken über Wörth an der Donau
- Geschichte der Buchdruckkunst in Regensburg, Regensburg 1840
- Lebensgeschichtliche Nachrichten über den Maler und Bürger Michael Ostendorfer in Regensburg, 1850
- Drei Rechnungen über den Regensburger Dombau aus den Jahren 1487, 1488 und 1489, 1857